# Provo (Utah)
Provo is een stad in de Amerikaanse staat Utah en telt 105.166 inwoners. Het is hiermee de 219e stad in de Verenigde Staten (2000). De oppervlakte bedraagt 102,5 km², waarmee het de 164e stad is.

## Demografie
Van de bevolking is 5,7% ouder dan 65 jaar en bestaat voor 11,8% uit eenpersoonshuishoudens. De werkloosheid bedraagt 2,9% (cijfers volkstelling 2000).
Ongeveer 10,5 % van de bevolking van Provo bestaat uit hispanics en latino's, 0,5% is van Afrikaanse oorsprong en 1,8% van Aziatische oorsprong.
Het aantal inwoners steeg van 87.136 in 1990 naar 105.166 in 2000.

## Klimaat
In januari is de gemiddelde temperatuur -2,2 °C, in juli is dat 23,6 °C. Jaarlijks valt er gemiddeld 432,8 mm neerslag (gegevens op basis van de meetperiode 1961-1990).

## Plaatsen in de nabije omgeving
De onderstaande figuur toont nabijgelegen plaatsen in een straal van 16 km rond Provo.

## Bekende inwoners van Provo

### Geboren
- Paul D. Boyer (1918-2018), biochemicus en Nobelprijswinnaar (1997)
- Jared Rushton (1974), acteur en muzikant
- Evan McMullin (1976), politicus
- Trieste Kelly Dunn (1981), actrice
- Steven Nyman (1982), alpineskiër

### Lange tijd gewoond
- Stephen Covey (1932-2012), auteur